# Первая война диадохов
Пе́рвая война́ диадо́хов (322—321 либо 321—320 годы до н. э.) — первая война военачальников Александра за передел Македонской империи.
После смерти Александра Македонского созданная им империя была разделена между военачальниками под формальным управлением двух царей — слабоумного Филиппа III Арридея и малолетнего Александра IV, регентом при которых был назначен Пердикка. Распределение сатрапий в Вавилоне после смерти Александра стало основой последующего раскола Македонской империи, так как предполагало конфликты между новоназначенными правителями. Многие из сатрапов изначально недолюбливали Пердикку и впоследствии использовали первую же возможность для восстания против его власти.
Формальным поводом для объявления войны со стороны Пердикки стало ослушание сатрапов Египта Птолемея, Фригии и Ликии Антигона, а также соправителей Македонии Антипатра и Кратера. Первая война диадохов проходила на нескольких театрах военных действий. В Малой Азии военачальник Пердикки Эвмен смог в двух сражениях разбить войска повстанцев против центральной власти, во время которых погибли Кратер и сатрап Армении Неоптолем. В Египте события развивались крайне неблагоприятно для Пердикки. В конечном итоге Пердикку убили собственные военачальники, что и обусловило окончание Первой войны диадохов.
Во время последующего раздела Македонской империи в Трипарадисе регентом стал Антипатр. Окончание Первой войны диадохов не привело ни к завершению военных действий, ни к решению проблем распределения власти в империи. В Малой Азии находились сохранившие верность Пердикке войска. Их окончательный разгром был поручен Антигону. Следующая война за перераспределение власти в империи началась в 319 году до н. э. практически сразу же после смерти Антипатра.

## Предыстория

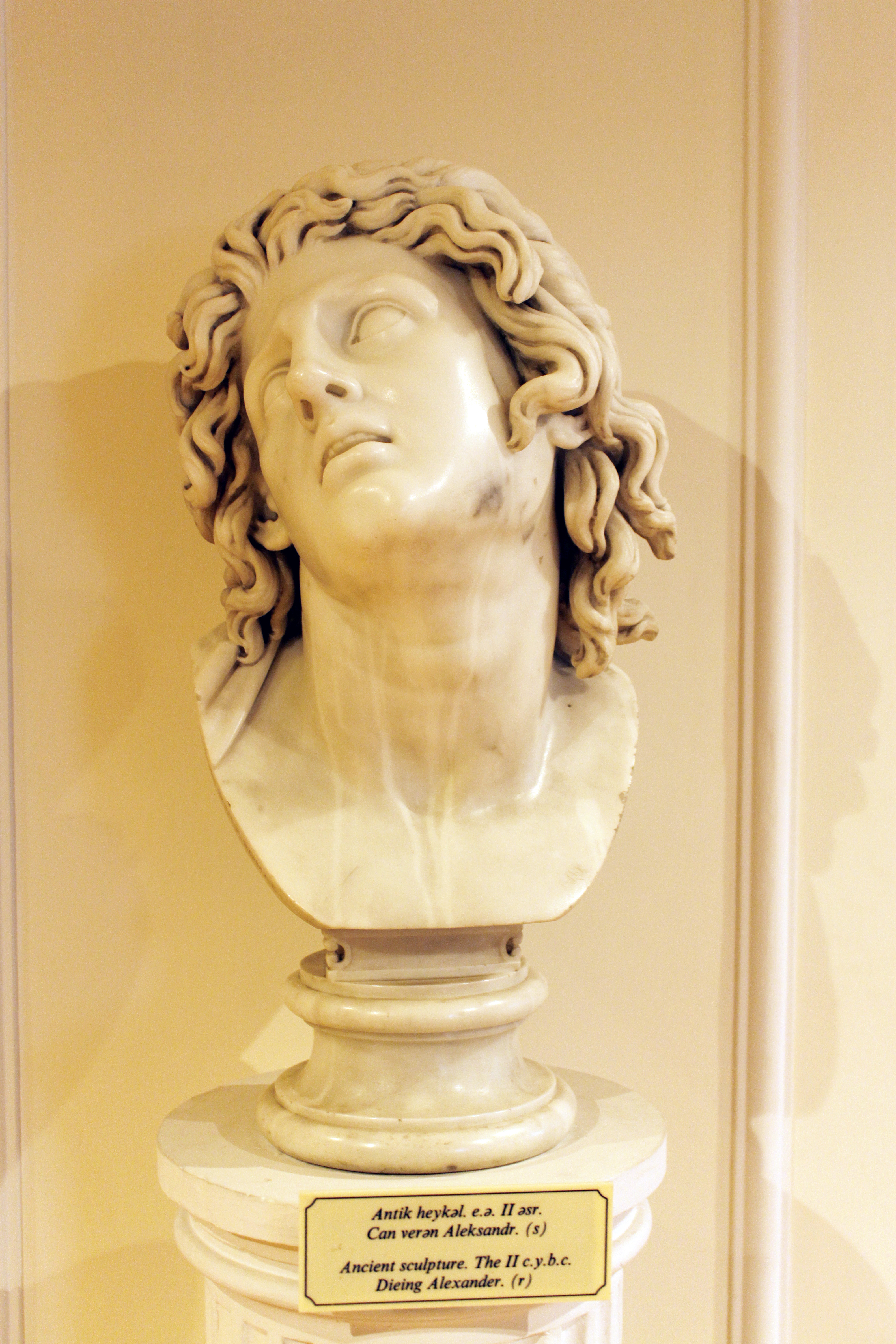
«Умирающий Александр», неизвестный скульптор. Национальный музей искусств Азербайджана

В 323 году до н. э. Александр внезапно умер, оставив огромную империю, включавшую в себя значительную часть Балканского полуострова, острова Эгейского моря, огромные территории в Азии, включая часть Индии, а также Египет. После непродолжительной смуты новыми македонскими царями были объявлены слабоумный брат Александра Филипп III Арридей, а также новорождённый сын Александра от Роксаны. Регентом при них стал Пердикка. Вслед за назначением царей и регента Македонская империя была распределена между военачальниками Александра. Вавилонский раздел не представлял полную перезагрузку власти. 16 сатрапов сохранили свои должности. По мнению исследователей, это могло свидетельствовать как о принципиальной позиции Пердикки, так и, что более вероятно, о слабости нового регента, который не мог себе позволить быстро менять по своему почину назначенных Александром сатрапов.

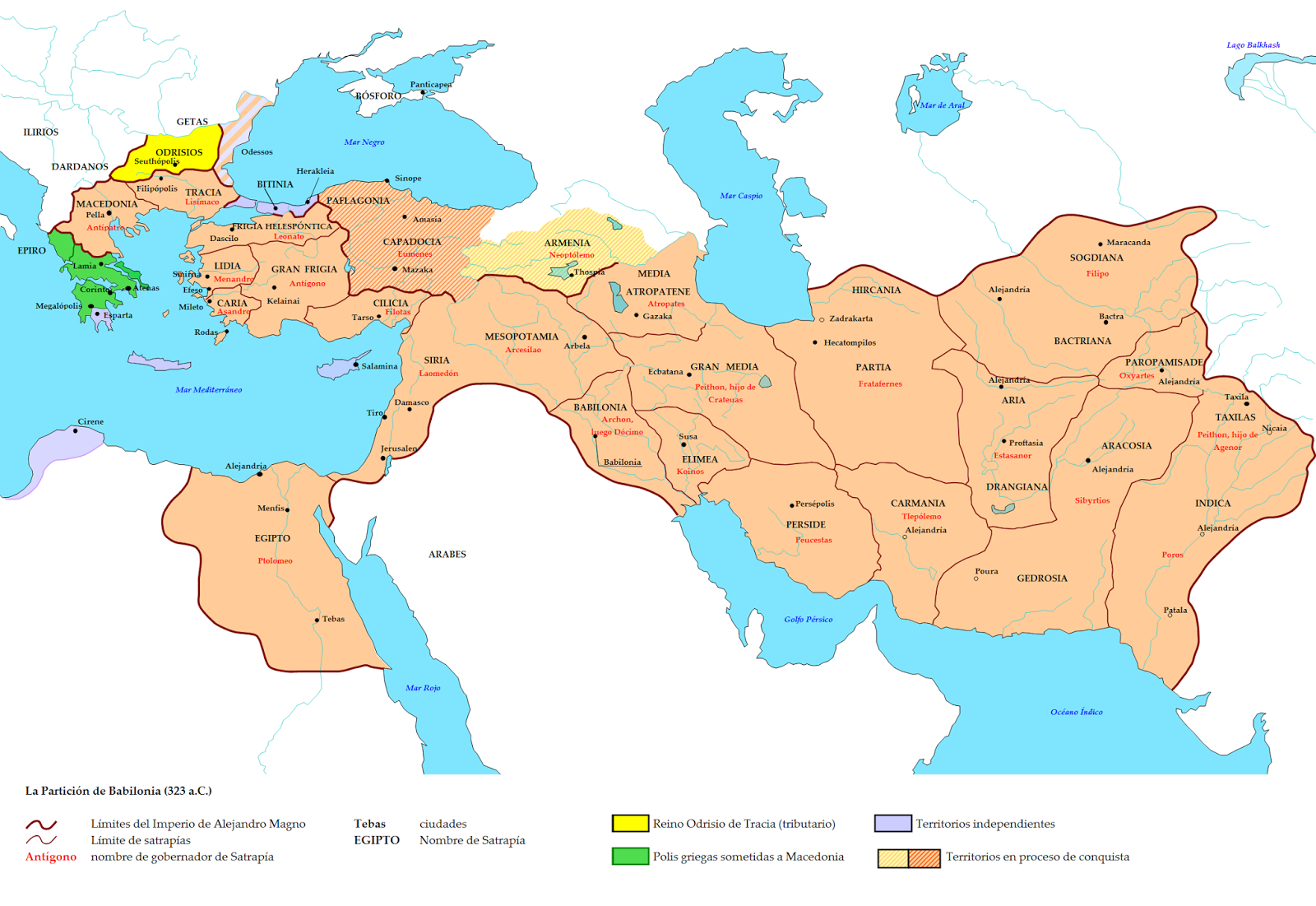
Схематическое распределение основных территорий и сатрапий по итогам Вавилонского раздела (по Арриану и Диодору)

Распределение сатрапий в Вавилоне после смерти Александра стало основой последующего раскола Македонской империи. Многие из сатрапов изначально недолюбливали регента империи Пердикку и впоследствии использовали первую же возможность для восстания против его власти.

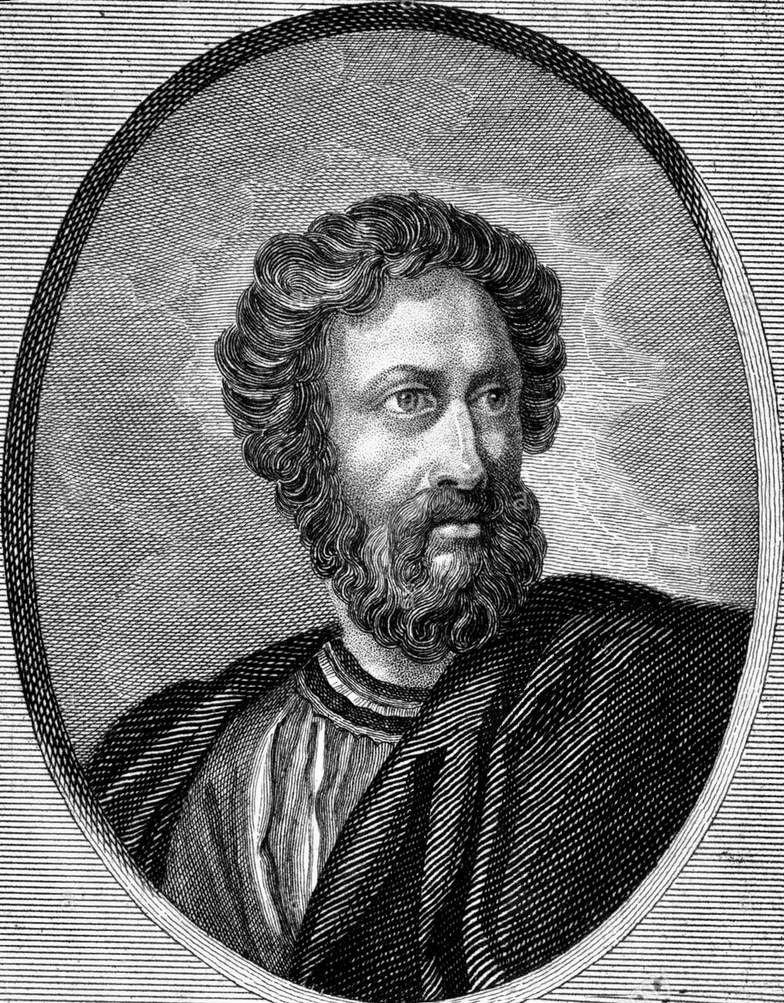
Гравюра XVIII века с изображением регента Македонской империи Пердикки

При этом в Македонской империи, по мнению Пердикки, существовало несколько «мятежных сатрапий», которые при Александре лишь формально признавали власть македонян. К ним относились Каппадокия и Пафлагония, которыми управлял Ариарат, Армения и Писидия. Пердикка поручил сатрапу Великой Фригии Антигону и Геллеспонтской Фригии Леоннату содействовать Эвмену в завоевании Каппадокии и Пафлагонии. Антигон проигнорировал приказ Пердикки. Помочь Эвмену вначале согласился Леоннат, однако затем проигнорировал приказ Пердикки и отправился на помощь Антипатру в Македонию.
В начале 322 года до н. э. Эвмен без особых происшествий вернулся в Вавилон, где сообщил Пердикке о решении Леонната. К тому времени Пердикка уже знал об ослушании Антигона. Осознав, что два сатрапа в Малой Азии не выполняют его приказов, он лично повёл царское войско из Вавилона в Каппадокию. Хоть Ариарат и собрал из местных жителей и греческих наёмников большое войско из 30 тысяч пехоты и 15 тысяч всадников, он не смог организовать должную оборону. Пердикка в двух сражениях победил Ариарата. Вслед за Каппадокией была покорена в 322 году до н. э. Армения, сатрапом которой был назначен Неоптолем, а также Писидия. Правителем Писидии был назначен брат Пердикки Алкета.
Несмотря на успехи Пердикки на поле боя в покорении «мятежных» провинций, в империи стали нарастать противоречия между местными правителями и центральной властью. Пердикка стал вести переговоры с правителем Македонии Антипатром. Союз должен был закрепить брак между Пердиккой и дочерью Антипатра Никеей. Эта затея закончилась провалом, что расстроило создание союза между двумя наиболее влиятельными военачальниками в империи.
Также у Пердикки возникли разногласия с сатрапом Египта Птолемеем. Формальным поводом для разрыва стал вопрос о месте захоронения Александра. Пердикка приказал Арридею перевезти тело Александра в храм Амона в оазисе Сива. Птолемей убедил Арридея выступить без приказа Пердикки. Правитель Египта опасался, что регент с царской армией будет сопровождать гробницу. В таком случае Пердикка смог бы без боя с армией оказаться во владениях Птолемея и лишить его власти. Такое самоуправство со стороны Птолемея и Арридея было актом явного неповиновения центральной власти. Пердикка приказал своим военачальникам Атталу и Полемону выкрасть тело и не допустить его перевозку в Египет. Однако их миссия оказалась неудачной. Птолемей со своими войсками выступил навстречу Арридею в Сирию, где торжественно принял гробницу для дальнейшего захоронения в Александрии.
Также прямое неповиновение Пердикке проявил Антигон. Регент по завершении завоевания «мятежных провинций» вызвал его на суд. Согласно Диодору Сицилийскому, Пердикка собирался выдвинуть «клевету и несправедливые обвинения» против сатрапа Фригии. Возможно, речь шла о неповиновении приказу выступить с войсками на завоевание Каппадокии для Эвмена. Антигон решил не испытывать судьбу и бежал с сыном Деметрием к Антипатру. Правитель Македонии принял Антигона у себя при дворе, что усилило противоречия между ним и Пердиккой.

## Ход боевых действий

### Объявление войны. Диспозиция сторон на начало войны
В 322 или 321 году до н. э. Пердикка созвал военный совет. На повестке дня стоял вопрос самоуправства Птолемея, захватившего тело Александра, а также неповиновение Антипатра и Кратера, принявших к себе бежавшего сатрапа Фригии Антигона. Было принято решение о начале войны. Перед Пердиккой стоял вопрос о том, куда вторгнуться в первую очередь — в Македонию или Египет. Несмотря на советы вначале напасть на Македонию (предполагалось опереться на помощь правительницы Эпира Олимпиады, ненавидевшей Антипатра), первоначальной целью Пердикка выбрал Египет. Доводом послужил тот факт, что Птолемей обладал серьёзной военной мощью и, при переправе Пердикки с войсками через Геллеспонт, мог вторгнуться из Египта в Азию. В то же время на момент объявления войны Антипатр и Кратер вели тяжёлую войну с этолийцами, и Пердикка надеялся без каких-либо проблем справиться с ними после победы над Птолемеем.
Пердикка поручил командование флотом в Эгейском море Клиту. Другой флот, который должен был блокировать дельту Нила, возглавил зять Пердикки Аттал. На время похода в Египет Пердикка назначил Эвмена стратегом-автократором войсками к западу от Таврских гор. Его основной задачей была охрана проливов, чтобы войска Антипатра и Кратера не смогли переправиться из Европы в Азию. Под его управление были переданы войска брата Пердикки Алкеты и сатрапа Армении Неоптолема. Эвмен на время войны, возможно, получил в управление владения Антигона Великую Фригию и Ликию, а также Геллеспонтскую Фригию, сатрап которой Леоннат погиб незадолго до описываемых событий в Ламийской войне.
На момент объявления Пердиккой войны Антипатр с Кратером были заняты войной против этолийцев. По окончании Ламийской войны против греков этолийцы оказали ожесточённое сопротивление македонянам. Они запирались в горных крепостях вместе с семьями, покинув города, которые не могли защитить. Антипатр установил зимнюю блокаду, чтобы выморить голодом непокорных горцев. После получения известия об объявлении войны со стороны Пердикки военный совет македонян принял решение заключить мир с этолийцами на любых приемлемых условиях.
По одной из версий, после снятия Антипатром осады и отходом его войск Пердикка наладил контакты с этолийцами и сумел их убедить напасть на македонян. Он надеялся, что этолийцы смогут задержать Антипатра и Кратера в Европе. Их стратег Александр Этолиец смог не только захватить несколько городов, осадить самый важный город в озольской Локриде Амфиссу, разбить македонское войско под командованием Поликла, но и удвоить войско за счёт присоединившихся фессалийцев. Череда успехов этолийцев была прервана вторжением в их область войска из Акарнании. Этолийцы были вынуждены вернуться домой, однако они оставили часть войска, преимущественно из местных контингентов под командованием Менона Фарсальского в Фессалии. В то время как этолийцы освобождали свою землю от акарнанцев, Полиперхон, которого Антипатр оставил руководить Македонией, с сильной армией вступил в Фессалию и разгромил войско Менона. Сам военачальник погиб во время сражения.

### Война в Азии

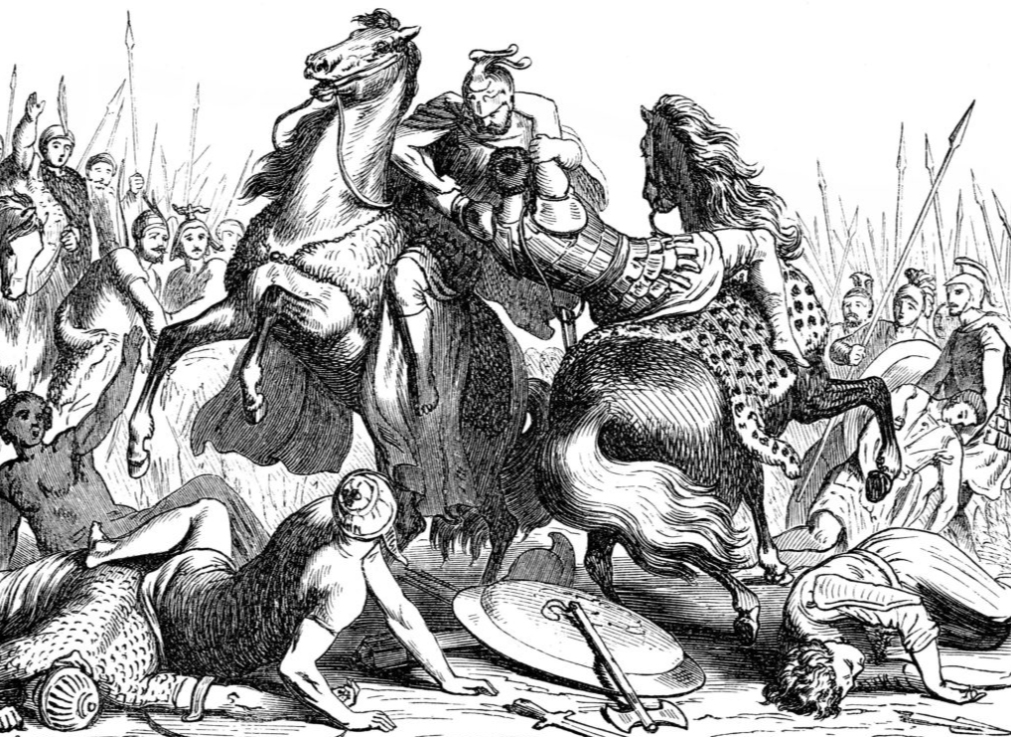
Бой Эвмена с Неоптолемом во время сражения у Геллеспонта. Гравюра 1878 года

Положение Эвмена, несмотря на высокую должность, было достаточно тяжёлым. Алкета категорически отказался подчиниться Эвмену и даже заявил, что считает позорным воевать с Антипатром, а его воины готовы присоединиться к Кратеру, который воплощает собой старые македонские традиции. Эвмен не смог воспрепятствовать переправе войска Антипатра и Кратера через Геллеспонт в связи с переходом на сторону врагов Пердикки сатрапов Карии Асандра и Лидии Менандра, а также военачальника над македонским флотом в Эгейском море Клита.
Также список врагов Пердикки пополнил Неоптолем, который заключил союз с Антипатром. В этих условиях Эвмен вернулся в Каппадокию. Он приказал Неоптолему прибыть к нему с войском, а когда тот не повиновался, выдвинулся со своим войском в Армению. В последовавшем сражении пехота Эвмена отступила, но благодаря сильной коннице он не только выиграл сражение, но и захватил обоз Неоптолема. Сатрап Армении с тремя сотнями всадников бежал и присоединился к войскам Кратера и Антипатра. В этом сражении впервые произошёл разгром азиатскими воинами, хоть и обученными Эвменом по македонскому образцу, фаланги македонян.
Согласно Плутарху, Антипатр с Кратером отправили послов к Эвмену с предложением перейти на их сторону. Взамен ему было обещано присоединить к его владениям новые сатрапии. В ответ Эвмен отправил послов к Антипатру и Кратеру с предложениями перейти на сторону Пердикки. Пока военачальники обдумывали предложение, к ним явился Неоптолем, который и убедил их продолжить войну. Именно он убедил их в том, что македоняне в войске Эвмена немедленно перейдут на сторону Кратера при одном виде популярного военачальника Александра. Также Неоптолем утверждал, что войско Эвмена предаётся победному ликованию и станет лёгкой добычей. На военном совете было принято решение, что Антипатру следует отправиться в Киликию, чтобы зайти в тыл войскам Пердикки. Кратер с Неоптолемом, в свою очередь, двинулись навстречу Эвмену. Флот Антипатра с частью войска под командованием Антигона отправился к Кипру. Эта миссия оказалась успешной, и Антигон завоевал остров.
Эвмен, в свою очередь, попытался скрыть от воинов информацию о военачальнике противника Кратере и распустил слух, что им предстоит вновь сразиться с Неоптолемом, к которому присоединился Пигрет с пафлагонской и каппадокийской конницей. В последовавшем через несколько дней сражении Эвмен одержал безоговорочную победу. На поле боя погибли как Кратер, так и Неоптолем.

### Война в Египте

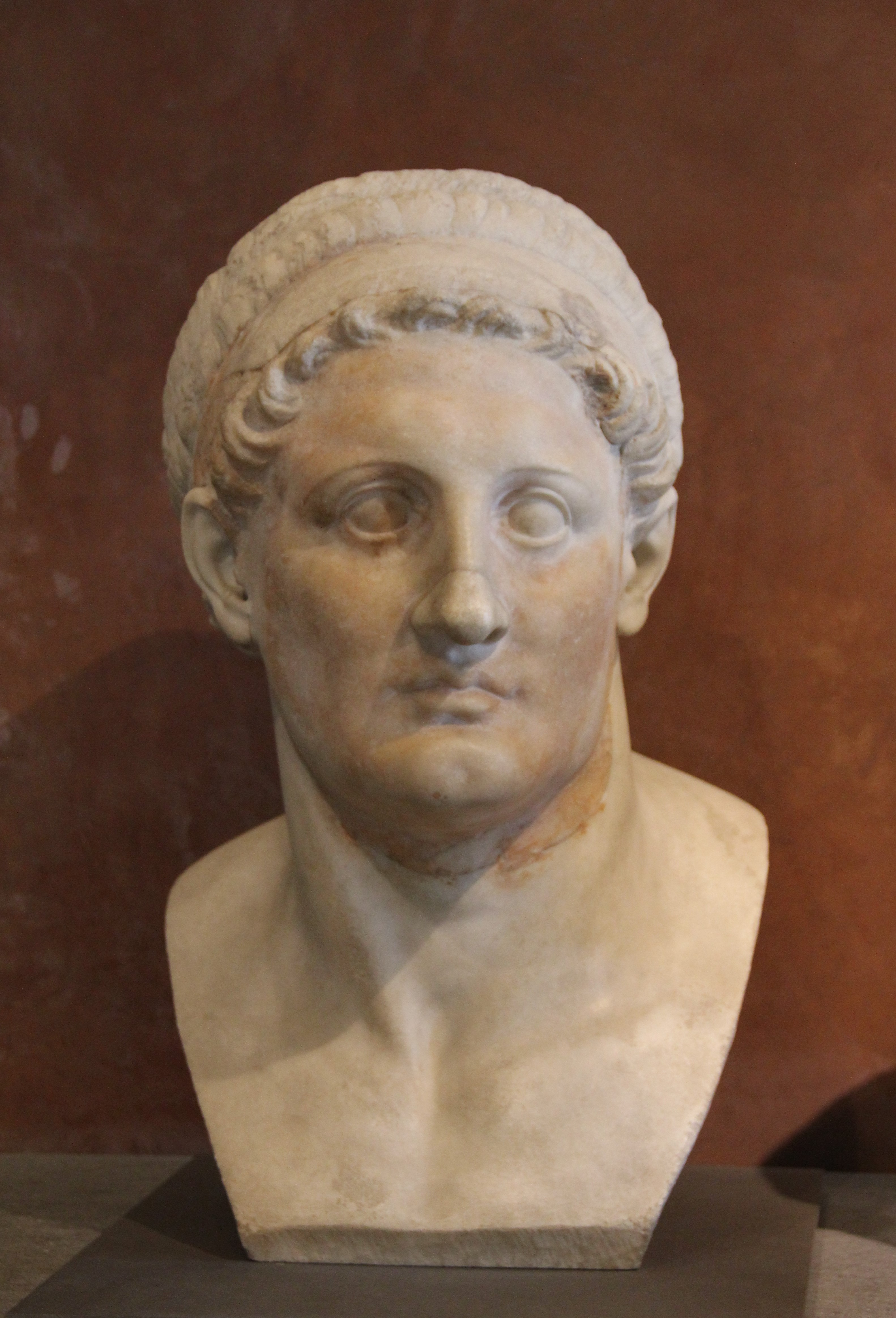
Сатрап Египта Птолемей
Лувр, Париж

Сопровождаемый македонскими царями, во главе царской армии Пердикка выступил в поход через Дамаск к границам Египта. Регент формально вызвал на общевойсковой суд Птолемея, которому вменялось в вину неповиновение царям, завоевание греческих полисов Киренаики, которым Александр гарантировал свободу, а также самовольное захоронение тела Александра. Согласно античным источникам Птолемей не побоялся явиться на суд в войско своего врага. Смелость, с которой Птолемей явился на суд, его вера в свою невиновность, симпатия македонян к нему и антипатия к Пердикке привели к тому, что македонское войско объявило Птолемея невиновным. Несмотря на это, регент приказал продолжить поход. В войске поднялся открытый ропот. Недовольство войска усугублялась высокомерным отношением регента как к рядовым воинам, так и к военачальникам.
Воодушевлённый известиями о победе Эвмена в первой битве с Неоптолемом Пердикка достиг Пелусия. Были начаты работы по расчистке одного из каналов Нила, однако незнание местных особенностей реки привело к тому, что насыпанные плотины были подмыты и обрушились, вследствие чего погибло много воинов. В ходе возникшей суматохи многие работники, а также друзья и военачальники Пердикки перебежали к Птолемею.
Однако Пердикку ничто не могло остановить. Его войска подошли к египетской цитадели Камила и приступили к её штурму. Египетские войска во главе с самим Птолемеем мужественно оборонялись. Кровавая битва продолжалась целый день, и, ничего не добившись, даже имея превосходство в численности и выучке войск, Пердикка приказал остановить штурм. При попытке преодолеть вброд один из рукавов Нила и занять островок в дельте Нила, чтобы встать там лагерем часть войска погибла, так как уровень воды в реке начал быстро повышаться. Это привело к панике в войсках. Войско Пердикки оказалось разрозненным. Многие из воинов потеряли оружие, оказались без провизии по разным берегам Нила. Утонуло и было унесено течением до двух тысяч человек. Озлобленные воины проклинали Пердикку, вменяя ему в вину то, что они из-за него потеряли воинскую честь и должны бесславно тонуть в реке и быть съеденными крокодилами.
В итоге в лагере был поднят бунт. Согласно Диодору Сицилийскому, военачальники Пердикки ворвались в шатёр регента и закололи его ножами. Первым нанёс удар Пердикке командир аргираспидов Антиген, а остальные последовали за ним. Птолемей, узнав об этих событиях, немедленно явился в лагерь. Он произнёс речь, в которой утверждал, что скорбит о потерях македонян и был вынужден обратить оружие против своих старых товарищей исключительно по вине Пердикке. Он сообщил, что его воины спасли всех, кого смогли. Также Птолемей распорядился привезти в лагерь всё необходимое, а погибших македонян предать погребению со всеми почестями.
Речи Птолемея вызвали восторг в царском войске. Ему был предложен пост регента Македонской империи вместо Пердикки, от которого Птолемей благоразумно отказался. По протекции Птолемея регентами стали сатрап Мидии Пифон и военачальник Арридей.
Через пару дней после гибели Пердикки в лагерь пришло известие о победе Эвмена у Геллеспонта. Согласно Диодору Сицилийскому, если бы весть о победе Эвмена пришла чуть раньше, то военачальники не посмели бы восстать против Пердикки. Особо тягостное впечатление на македонян произвела гибель одного из самых популярных военачальников Александра Кратера. На общевойсковом собрании Эвмен вместе с пятьюдесятью сторонниками Пердикки был заочно приговорён к смерти.

## Датировка событий Первой войны диадохов
Среди множества проблем при реконструкции событий периода Первой войны диадохов выделяется их датировка. Один из главных источников по истории войн диадохов Диодор Сицилийский использовал три античные хронологические системы — от года основания Рима, по афинским архонтам и античным Олимпийским играм. При описании событий, которые последовали за смертью Александра Македонского 11 июня 323 года до н. э., ни он, ни другие авторы не привели точной их датировки. В современной историографии присутствуют три подхода к определению даты того или иного события войн диадохов, которые получили название «высокой» и «низкой» хронологии. Также Э. Ансон выделяет гибридный подход в датировке, который использует элементы «высокой» и «низкой» хронологий.
Р. Эррингтон считал наиболее сложной датировку событий между осенью 322 года до н. э. и гибелью Пердикки в мае — июне 320 года до н. э. П. Бриан, напротив, защищал традиционную со времени К. Ю. Белоха «высокую» хронологию, согласно гибель Пердикки и раздел в Трипарадисе состоялись в 321 году до н. э. По утверждению Э. Ансона, который датирует гибель Пердикки 321 годом до н. э., после исследования Т. Бойи «Between High and Low: A Chronology of the Early Hellenistic Period» в историографии при описании событий 321—318 годов до н. э. отдают предпочтение «низкой» хронологии.
В историографии встречаются разные версии относительно времени событий Первой войны диадохов между 322 и 320 годами до н. э.

## Итоги. Последствия
Не все диадохи были довольны назначением Пифона и Арридея регентами империи. Они боялись усиления влияния Птолемея, который оказал им протекцию. Также к этому времени относится конфликт между Пифоном и Арридеем и женой царя Филиппа III Арридея Эвридикой. Честолюбивая царица вмешивалась в политические процессы, а также потребовала передачи полноты власти её слабоумному супругу, на которого имела непосредственное влияние. По утверждению Диодора, Пифон с Арридеем «созвали заседание совета и подали в отставку; после чего македоняне избрали Антипатра опекуном с полной властью». По мнению С. В. Смирнова, это утверждение выглядит неправдоподобным. Историк считал, что отставка Пифона и Арридея могла быть вызвана тем, что военачальники не справились с возложенной на них властью и смутой в войске.
Во время последующего собрания военачальников Александра в Трипарадисе произошёл очередной раздел империи. Новым регентом империи стал престарелый Антипатр. Со смертью Пердикки и отказом Птолемея от регентства произошла ещё бо́льшая децентрализация власти в Македонской империи. Авторитета центральной власти не хватало даже на то, чтобы надёжно удерживать в повиновении войска. Цари не обладали необходимым авторитетом, и могущественные военачальники империи скорее терпели их, чем подчинялись царской власти. Сатрапы, выйдя из войны победителями, приобрели ещё большую независимость. Окончание Первой войны диадохов не привело ни к завершению военных действий, ни к решению проблем распределения власти в империи. В Малой Азии находились сохранившие верность Пердикке войска. Их окончательный разгром был поручен Антигону, для чего ему была передана в управление царская армия. Следующая война за перераспределение власти в империи началась в 319 году до н. э. со смертью Антипатра.

### Исследования
- Дройзен И. Г. История эллинизма. — Ростов-на-Дону: Феникс, 1995. — Т. 2. — 544 с. — ISBN 5-85880-079-3.
- Ефремов Н. В. К истории северной Малой Азии в раннеэллинистическое время. 2. Период диадохов 323—311 гг. // Античный мир и археология. — 2010. — № 14. — С. 49—93. — ISSN 0320-961X.
- Колосов Д. В. Наследник Александра (некоторые аспекты полководческого искусства Эвмена Кардийского) // Проблемы истории, филологии, культуры. — 2007. — № 17. — С. 249—254. — ISSN 1992-0431.
- Самохина Г. С. Семьдесят лет научной дискуссии: к хронологии эпохи диадохов // Мнемон: исследования и публикации по истории античного мира. — 2006. — № 5. — С. 511—542. — ISSN 1813-193X.
- Смирнов С. В. Пифон — наследник Александра в тени великих современников // Вестник древней истории. — М.: Наука, 2014. — Вып. 290, № 3. — С. 31—46.
- Смирнов С. В. Пифон, Селевк и традиция Иеронима из Кардии // Мнемон. Исследования и публикации по истории античного мира: Сб. статей  / Под ред. проф. Э. Д. Фролова. — СПб., 2014. — Вып. 14. — С. 161—170. — ISSN 1813-193X.
- Смирнов С. В. От Вавилона до Трипарадиса: малые диадохи в контексте политической истории раннего эллинизма // Восток. Афро-азиатские общества: история и современность. — 2015. — № 5. — С. 73—79. — ISSN 2713-0401.
- Шофман А. С. Распад империи Александра Македонского / Печатается по постановлению редакционно-издательского совета Казанского университета. Отв. редактор В. Д. Жигунин. — Казань: Издательство Казанского университета, 1984.
- Anson Edward M. Eumenes of Cardia: A Greek among Macedonians (англ.). — Second edition. — Leiden; Boston: Brill, 2015. — (Mnemosyne Supplements, History and Archaeology of Classical Antiquity, vol. 383). — ISBN 978-90-04-29717-3.
- Billows R. Antigonos the One-eyed and the Creation of the Hellenistic State (англ.). — Berkeley; Los Angeles; London: University of California Press, 1997. — ISBN 0-520-06378-3.
- Grainger J. D. Antipater’s Dynasty (англ.). — Yorkshire; Philadelphia: Pen and Sword Military[англ.], 2019. — 271 p. — ISBN 978-1-52673-088-6.
- Heckel W. Who's Who in the Age of Alexander the Great: Prosopography of Alexander's Empire (англ.). — Malden; Oxford; Carlton: Blackwell Publishing, 2006. — P. 95—99. — ISBN 1-4051-1210-7.
- Heckel W. Alexander’s Marshals. A study of the Makedonian aristocracy and the politics of military leadership (англ.). — 2nd ed. — London; New York: Routledge, 2016. — XXVI, 372 p. — ISBN 978-1-138-93469-6.
- Lightman M., Lightman B. Nicaea (I) // A to Z of Ancient Greek and Roman Women (англ.). — rev. ed. — New York: Facts On File, Inc[англ.], 2008. — P. 233. — ISBN 0-8160-6710-4.
- Wheatley Pat. Diadochi and Successor Kingdoms // The Oxford Encyclopedia of Ancient Greece and Rome / Edited by: Michael Gagarin[нем.]. — New York: Oxford University Press, 2010. — P. 411—415. — ISBN 9780195388398. — doi:10.1093/acref/9780195170726.001.0001.